# Luc Suykerbuyk
Luc Suykerbuyk (Nispen, 12 februari 1964) is een Nederlands oud-wielrenner. In 1989 eindigde hij als tiende in het eindklassement van de Ronde van Spanje. Hij won dat jaar ook een etappe in de Vuelta.

## Belangrijkste overwinningen
1988
- 3e etappe Ronde van het Baskenland

1989
- 6e etappe Vuelta a España

1990
- 4e etappe Ronde van Murcia

## Resultaten in voornaamste wedstrijden
| Jaar | Ronde van Italië | Ronde van Frankrijk | Ronde van Spanje |
| ---- | ---------------- | ------------------- | ---------------- |
| 1987 |                  |                     | 71e              |
| 1988 |                  |                     | 22e              |
| 1989 |                  |                     | 10e (1)          |
| 1990 |                  |                     | 64e              |
| 1991 | 66e              |                     | opgave           |
| 1992 |                  |                     | 79e              |

| Jaar | Amstel Gold Race |
| ---- | ---------------- |
| 1987 |                  |
| 1988 |                  |
| 1989 |                  |
| 1990 |                  |
| 1991 | 85e              |
| 1992 |                  |